# إيفان بريسكالو
إيفان بريسكالو هو لاعب كرة قدم بوسني في مركز الهجوم، ولد في 29 مارس 1995 في موستار في البوسنة والهرسك. شارك مع منتخب البوسنة والهرسك تحت 21 سنة لكرة القدم. أما مع النوادي، فقد لعب مع هايدوك سبليت.

## وصلات خارجية
- إيفان بريسكالو على موقع اتحاد كرواتيا (الكرواتية)
- إيفان بريسكالو على موقع قاعدة بيانات كرة القدم.إي يو (الإنجليزية)
- إيفان بريسكالو على موقع Soccerway.com (الإنجليزية)